# Петровский район (Донецк)
Петровский район (укр. Петровський район)— наиболее удалённый от центра города район на западе Донецка.

## История
В 1873 г. Александр Ауэрбах, управляющий Горного и Промышленного Общества на Юге России предложил дворянину Петру Карпову начать разработку угля на его землях. В 1873 г. в районе имения Трудовое (возле нынешнего посёлка шахты «Трудовская») были пробиты первые шурфы будущих шахт Вознесенского рудника.
В 1872 г. по восточной границе нынешнего Петровского района прошла ж.д. линия Константиновка-Еленовка. Была основана станция Мандрыкино. В 1888 г. от станции были проложены подъездные пути Вознесенскому руднику.
К началу XX в. в состав рудника входили шахты № 16, 18, 21 и 22. Кроме того, Рутченковское горнопромышленное общество вело добычу на землях, купленных у помещиков Рутченко (шахты № 29 и 32). В 1905 г. был заложен новый Трудовской рудник, принадлежавший дочери П. Карпова Вере Пестеревой. В 1913 г. — шахта № 1 «Проходка» Вознесенского рудника (нынешняя шахта им. Челюскинцев).
В 1923 г. был образован Петрово-Марьинский район, партийным руководителем которого в 1925 г. стал Никита Хрущев. В 1924 г. на базе Вознесенского и Трудовского рудников было создано Петровское рудоуправление, названое в честь революционера и государственного деятеля Григория Петровского.
В 1937 г. был образован Петровский район, который вошел в состав города Сталино (Донецк).
В 2015 году представителями ДНР в связи с территориальным разрывом сел Александровка и Кременец Марьинского района, было принято решение о подчинении их Петровскому району, тем самым де-факто включив их в черту Донецка.

## Достопримечательности
- Дворец культуры имени Петровского.
- Парк культуры и отдыха имени Петровского.
- Петровское лесничество.
- Памятник В. И. Ленину (площадь Победы).
- Памятник Г. И. Петровскому площадь Петровского).
- Донецкая телемачта.
- Конно-спортивный комплекс «Донбасс Эквицентр».

## Жилые районы
- многоэтажная застройка:
  - Петровка
  - Тихий
  - ДСК
  - Трест
- посёлки:
  - имени Мичурина
  - Мандрыкино
  - Трудовские
  - Шахта имени Челюскинцев
  - Шахта № 4-21
  - Шахта № 3-18
  - Шахта № 29
  - Шахта № 2-16
  - Базарный
  - Жилплощадка

Комитеты самоорганизации - квартальные и квартально-домовые комитеты

## Основные автомагистрали
- ул. Петровского,
- ул. Углегорская,
- ул. Победителей,
- ул. Архитекторов,
- ул. Рационализаторов,
- пл. Победы.

## Здравоохранение
- Городская больница № 14
- Городская больница № 15 («Восстановительного лечения»)
- Детская городская больница № 4
- Психоневрологическая больница № 1

## Промышленные предприятия
- шахты «Трудовская» (ГХК «Донуголь»), имени Челюскинцев (ГХК «Донецкуголь»), Шахта № 4-21 (бывшая шахта «Петровская»), № 29, № 3-18, № 11-Бис, № 10, № 23, № 2-16 (последние шесть — закрыты, в большинстве своем — ещё в советские времена).
- «Продмаш»,
- Асфальтобетонный завод,
- Петровский углемашзавод,
- Завод «Универсальное оборудование».
- Кирпичный завод
- Брикетная фабрика
- Домостроительный комбинат
- Завод по переработке семян подсолнечника «ООО Комбинат Каргилл» (Cargill Industrial Complex LLC)

## Транспорт
- Автостанция «Трудовская» (Марьинское направление)
- Метрополитен — планировались станции: «Шахта № 29», «Петровка», «Площадь Победы».

### Железнодорожные станции и остановки
- станция Мандрыкино
- остановочный пункт Старомихайловка.
- остановочный пункт 4 км